# شال (فیلم)
شال (انگلیسی: The Scarf) فیلمی در ژانر مهیج به کارگردانی ایوالد آندره دوپونت است که در سال ۱۹۵۱ منتشر شد.